# 东陵绣球
东陵绣球（学名：Hydrangea bretschneideri）为绣球花科绣球属下的一个种。

## 扩展阅读
維基物種上的相關：东陵绣球